# Hurray for the Riff Raff
Hurray for the Riff Raff es el nombre artístico de una banda estadounidense formada en Nueva Orleans durante 2007 por Alynda Segarra, cantautora nacida en 1987 en el Bronx, Nueva York, con origen puertorriqueño.

## Historia
Alynda Segarra es hija de Ninfa Segarra, que pasó de activista local a teniente de alcalde del republicano Rudolph W. Giuliani en Nueva York, mientras que el padre fue profesor de música en el Bronx, donde fue criada por sus tíos, también inmigrantes puertorriqueños. Siendo adolescente conoció la escena hardcore de la ciudad y, con tan solo 17 años, se escapó de casa, colándose en trenes de mercancías y llegando hasta Nueva Orleans.
En compañía de otros "sin hogar", formó parte del grupo Dead Man Street Orchestra que tocaba por las calles y que fueron documentados en un ensayo fotográfico publicado en la revista Time, iniciando después su carrera artística en solitario como Hurray for the Riff Raff en 2007 con el debut del EP Crossing The Rubicon, donde dejaba entrever influencias del folk clásico y de sonidos cercanos a las raíces, y después con los álbumes It Don’t Mean I Don’t Love You en 2008 y Young Blood Blues en 2010, de los que se recopilarían canciones en el disco homónimo de 2011 con el sello Loose Records.
En 2012 publicó Look Out Mama y en 2013 My dearest darkest neighbor, un álbum de raíces americanas donde se incluyó una versión de "My sweet Lord" de George Harrison. En 2014, a través del sello ATO Records, se publicó Small Town Heroes, que incluyó una revisión feminista del caso de Delia Green en "The Body Electric".
Tres años después de The Navigator en 2017, compartió una gira con Waxahatchee y Bedouine, con las que grabó una versión de la canción "Thirteen" de Big Star, declarándose del género no binario y utilizando la música como un espacio para experimentar más libremente con el género antes del lanzamiento de Life on Earth, un álbum donde rebasó los límites del folk en lo que ella definió como "nature punk". En 2024, inspirado en crudas experiencias personales, incluida el fallecimiento repentino de su padre, publicó el álbum The Past Is Still Alive, por el que fue nominada dentro de la categoría de álbum del Año en la edición anual de los premios de la Americana Music que s en el Ryman Auditorium de Nashville.

## Discografía
- 2007 - Crossing the Rubicon (EP) (Autoeditado)
- 2008 - It Don't Mean I Don't Love You  (Autoeditado)
- 2010 - Young Blood Blues (Autoeditado)
- 2011 - Hurray for the Riff Raff (Loose Music)
- 2012 - Loook Out Mama (Born To Win Records)
- 2013 - My Dearest Darkest Neighbor (Mod Mobilian Records)
- 2014 - Small Town Heroes (ATO Records)
- 2017 - The Navigator (ATO Records)
- 2022 - Life On Earth (Nonesuch)
- 2024 - The Past Is Still Alive (Nonesuch)